# أحمد الشهري (لاعب كرة قدم مواليد 1998)
أحمد محمد الشهري (مواليد 24 مارس 1998) هو لاعب كرة قدم سعودي يلعب حالياً في نادي الروضة.

## مسيرة اللاعب
لعب في نادي الهلال في الفئات السنية ولعب بعدها مع نادي النهضة ونادي المجزل ونادي الترجي ونادي الدرعية ونادي الروضة.